# Amerikanische Wasserspitzmaus

Verbreitungsgebiet der Amerikanischen Wasserspitzmaus

Die Amerikanische Wasserspitzmaus (Sorex palustris) ist ein Säugetier in der Familie der Spitzmäuse, das in Nordamerika vorkommt.

## Merkmale
| 1 | · | 5 | · | 1 | · | 3 | = 32 |
| 1 | · | 1 | · | 1 | · | 3 | = 32 |

Die Art erreicht eine Gesamtlänge von 130 bis 179 mm, sowie ein Gewicht von 7,5 bis 17,9 g. Am schwersten sind Männchen während der Paarungszeit mit einem Gewicht von über 13 g. Zu anderen Jahreszeiten gibt es keine Größenunterschiede zwischen den Geschlechtern. Die Schwanzlänge beträgt 61 bis 89 mm, die Länge der Hinterfüße 16 bis 18 mm, und die Ohren werden 3 bis 9 mm lang. Das Sommerfell dieser Spitzmaus ist oberseits dunkelgrau bis graubraun und unterseits silbergrau bis weiß. Im Winter kommt auf der Oberseite ein blauschwarzes Fell vor, während der Bauch und die Innenseite der Extremitäten genau wie im Sommer gefärbt sind. Der Fellwechsel findet von August bis September sowie von Mai bis Juni statt. Die Amerikanische Wasserspitzmaus hat rosa bis braunrosa Hände und Füße. An ihren Kanten kommt ein Kranz aus steifen Haaren vor, die wie die unvollständig ausgebildeten Schwimmhäute die Schwimmfähigkeit verbessern.
Wie viele andere Spitzmäuse besitzt die Art auf jeder Seite des Oberkiefers zwischen dem Schneidezahn und dem prämolaren Zahn fünf einspitzige Zähne. Von diesen ist der fünfte nur rudimentär ausgebildet.

## Verbreitung
Das Verbreitungsgebiet dieser Spitzmaus liegt in Gebirgen sowie in Waldgebieten Nordamerikas. Die Art fehlt in den großen Grasebenen des Kontinents. Sie ist vorwiegend in feuchten Habitaten zu finden, die ausreichend Schatten bieten. Die isolierte Population in den Appalachen lebt auf 760 bis 1150 Meter Höhe.

## Lebensweise
Wie der Name andeutet, hält sich die Amerikanische Wasserspitzmaus vorwiegend im Umfeld von Wasserstellen wie Bächen, Seen oder Teichen auf. Sie baut ein Nest aus verwobenen Pflanzenteilen, das im Gestrüpp oder in unterirdischen Hohlräumen versteckt wird und einen Durchmesser von etwa 8 cm hat. Die Spitzmaus gräbt selbst, oder sie übernimmt einen verlassenen Biberbau. Wenn Weibchen nicht paarungsbereit sind, lebt jedes Exemplar allein. Die Individuen sind beim Aufeinandertreffen aggressiv und manchmal kommt es zu Kämpfen, bei denen sich die Tiere beißen. In seltenen Fällen stirbt einer der Kontrahenten.
Die Amerikanische Wasserspitzmaus kann mit Hilfe der Oberflächenspannung kürzere Strecken über das Wasser laufen oder Surfen. Längere Distanzen schwimmt oder taucht sie. Die Art jagt vorwiegend Insekten und andere Wirbellose. Gelegentlich erbeutet sie kleinere Wirbeltiere, wie Fische oder Frösche. Die Beute wird hauptsächlich durch den Tastsinn mit den Vibrissen oder mit anderen Körperteilen aufgespürt. Weiterhin kann die Amerikanische Wasserspitzmaus aus 12 bis 15 cm Entfernung Fische erkennen, die sich unter der Wasseroberfläche befinden. Sie produziert Töne, die bei anderen Tieren als Biosonar verwendet werden, es ist jedoch nicht eindeutig geklärt, ob diese Laute die gleiche Aufgabe erfüllen. Wie viele andere Spitzmäuse hat die Art einen intensiven Stoffwechsel, so dass sie jeden Tag ihr eigenes Gewicht an Nahrung braucht. Die Fähigkeit, Fettreserven anzulegen, fehlt ihr fast vollständig. Exemplare die ein größeres Tier erbeutet haben, bedecken dieses mit ihrem eigenen Kot, damit kein Artgenosse die Beute stiehlt.
Bei Weibchen kommen zwischen Februar und August 2 oder 3 Würfe vor, mit 3 bis 10 Nachkommen pro Wurf. Die Jungtiere erreichen die Geschlechtsreife im nächsten Frühjahr. Zu den Feinden dieser Spitzmaus zählen unter anderem Eulen, andere Raubvögel, Wiesel, Ottern, Schlangen und Raubfische. Nur wenige Exemplare erreichen ein Alter von 18 Monaten.

## Status
Die Amerikanische Wasserspitzmaus wird von der IUCN aufgrund ihrer weiten Verbreitung in der Kategorie nicht gefährdet (least concern) gelistet. Lokal können einzelne Bestände durch den Verlust von Feuchthabitaten infolge von Entwässerung bedroht sein. Die Art ist in mehreren Naturschutzgebieten präsent.